# Pachypanchax playfairii
Pachypanchax playfairii is een straalvinnige vissensoort uit de familie van killivisjes (Aplocheilidae). De wetenschappelijke naam van de soort is voor het eerst geldig gepubliceerd in 1866 door Günther.